# Nya Ljudbolaget
Nya Ljudbolaget var en svensk musikgrupp från Uppsala inom proggrörelsen.
Gruppen spelade på första Gärdesfesten 1970 under namnet Ljudbolaget. År 1979 framträdde gruppen under namnet Nya Ljudbolaget och bestod då av Hasse Bruniusson (vibrafon, percussion, marimba), Karl-Erik Eriksson (flöjt), Ove Karlsson (cello) och Ulf Wallander (piano). Medlemmarna hade även koppling till grupper som Arbete & fritid, Ramlösa kvällar och Samla Mammas Manna. På det 1981 utgivna självbetitlade musikalbumet Nya Ljudbolaget (MNW 110P) medverkade även Marie Selander som gästsångerska.